# Mazarać
Mazarać (en serbe cyrillique : Мазараћ) est un village de Serbie situé dans la municipalité de Vladičin Han, district de Pčinja. Au recensement de 2011, il comptait 139 habitants.

## Démographie
| 1948 | 1953 | 1961 | 1971 | 1981 | 1991 | 2002 | 2011 |
| ---- | ---- | ---- | ---- | ---- | ---- | ---- | ---- |
| 382  | 375  | 411  | 282  | 261  | 216  | 197  | 139  |

|  |